# Calopăr
Calopăr – wieś w Rumunii, w okręgu Dolj, w gminie Calopăr. W 2011 roku liczyła 1350 mieszkańców.